# Фурманов, Игорь Александрович
Игорь Александрович Фурманов (бел. Ігар Аляксандравіч Фурманаў; род. 27 февраля 1960, Запорожье, УССР — белорусский психолог, заведующий кафедрой социальной и организационной психологии Белорусского государственного университета. Доктор психологических наук, профессор.

## Биография
В 1981 году с отличием окончил педагогический факультет Белорусского государственного орденоносного института физической культуры.
В 1986 году окончил аспирантуру Государственного центрального орденоносного института физической культуры по специальности «Психология спорта».
В 1986 году получил ученую степень кандидата психологических наук после защиты диссертации на тему «Содержание и динамика мотивов командной игровой деятельности спортсменов» в Институте психологии Академии наук СССР.
В 1998 году получил ученую степень доктора психологических наук после защиты диссертации на тему «Психологические основы диагностики и коррекции нарушений поведения на подростковом и юношеском этапах онтогенеза» в Белорусском государственном педагогическом университете имени Максима Танка.
Профессор психологии с 2003 г.
В период с 1984 по 2000 годы работал преподавателем физвоспитания (БГИНХ), младшим, старшим научным сотрудником в различных научно-исследовательских учреждениях г. Минска (ПНИЛ НОТ БГИНХ, Белфилиал ВНИИ ПТО), заведующим лабораторией практической психологии, заведующим отделением психологии, заместителем директора по научной работе в Национальном институте образования.
С 2000 года — в Белорусском государственном университете.
Руководитель защищённых 27 кандидатских и 1 докторской диссертаций.
Председатель Совета по защите диссертаций Д 02.01.19 по психологическим наукам, созданном при БГУ.
Награждён нагрудным знаком «Отличник образования Республики Беларусь» (2015 г.).
Автор более 390 печатных научных работ: из них 11 научных монографий, 2 учебника, 7 учебных пособия, 4 пособий, 6 методических и 5 учебно-методическое пособий, 5 методических рекомендаций, 4 курсов лекций, 9 учебных программ и 2 программно-методических комплексов, более 230 статей в научных журналах.

### Научно-исследовательские интересы
И. А. Фурманов проводит исследование проблем, связанных с агрессивным поведением детей и взрослых, психологической адаптацией жертв насилия — физического, сексуального, психологического, вопросов семейных взаимоотношений, в том числе между поколениями.
И. А. Фурманов предложил рассматривать агрессию и нарушения поведения как реакцию на кризисную ситуацию, возникающую вследствие депривации или фрустрации актуальных потребностей. Созданная им аффективно-динамическая модель, показывает возможность возникновения агрессивного поведения у ребёнка как результата неудовлетворения потребностей, а также влияния мотивационного, эмоционального, волевого и нравственных компонентов регуляции поведения, которые, взаимодействуя друг с другом могут, как усилить, так и ограничить агрессивную реакцию.

### Научно-исследовательская деятельность

#### Руководство научными исследованиями
Министерство образования РБ
1. Методологические и методические принципы психолого-педагогической диагностики учащихся разных возрастных групп (1991–1993 г.г.).
2. Разработка положений об областной и городской службе социально-психологической помощи и поддержки молодежи и молодой семьи (1993 г.).
3. Психопрофилактика и коррекция деструктивного поведения учащихся (1994–1996 г.г.).
4. Научно–практические основы внешкольной психолого–педагогической помощи учащимся с отклонениями в социальном развитии (1994–1996 г.г.).
5. Психолого–педагогические основы социального воспитания (1995-1999 г.г.).
6. Психологическое обеспечение воспитательного процесса учащихся спецучреждений (1997–1999 г.г.).
7. Разработать психокоррекционные программы и организационно–методическое обеспечение психологической помощи детям с отклонениями в поведении и развитии (1997–2000 г.г.).
8. Психологическое обеспечение воспитательного процесса в спецучреждениях системы образования (1997-2000 г.г.).
9. Методологические и теоретические проблемы психологии семьи (2000 –2002 г.г.).
10. Разработка электронного учебно-методический комплекс «Основы психологии» по дисциплине «Основы психологии и педагогики» для всех специальностей в соответствии с новыми образовательными стандартами (2009.г.).
11. Разработка и создание в учреждениях образования системы предупреждения и профилактики насилия, выявления признаков насилия в отношении несовершеннолетних, оказания психолого-педагогической помощи детям, потерпевшим от преступлений и правонарушений (2018.г.).
Белорусский республиканский фонд фундаментальных исследований
1. Психологические проблемы адаптации вынужденных мигрантов на территории Республики Беларусь и пути их коррекции (2005 – 2007 г.г. Грант конкурса проектов фундаментальных поисковых исследований "НАУКА-2005").
2. Создание системы психологических технологий первичной профилактики психосоматических заболеваний учащейся и студенческой молодежи (2013-2015 г.г. Грант конкурса проектов фундаментальных поисковых исследований "НАУКА-2013").
Государственные программы
1. Психолого-педагогическая профилактика и коррекция поведения и личностного развития детей в условиях школьного и семейного воспитания (1991–1995 г.г.) в Государственной программе «Охрана материнства и детства в условиях воздействия последствий катастрофы на ЧАЭС».
2. Мониторинг психосоциального статуса и разработка эффективных методик психологической реабилитации пострадавших в результате катастрофы на ЧАЭС (1996–2000 г.г.) в Государственной программе ликвидации последствий Чернобыльской катастрофы на 1996-2000 годы.
3. Мониторинг психического состояния детей, проживающих на загрязненных территориях, в процессе оздоровления в Президентской программе «Дети Беларуси» (подпрограмма «Дети Чернобыля» (2000 г.).
4. Разработать учебно-методическое обеспечение преподавания в вузах дисциплины «Общая психология» для специальности Е 1–230104 – Психология (2004 - 2005г.г.) в Государственной программе развития социально-гуманитарных наук на 2003-2005 годы.
5. Разработать научно-методическое основы стандартизации психологического образования для специальности Е 1–230104 – Психология (2005 г.) в Государственной программе развития социально-гуманитарных наук на 2003-2005 годы.
6. Отношение личности к экономическим инновациям (2006 -2010 г.г.) в Государственной программе прикладных научных исследований на 2006–2010 годы «Экономика и общество».
7. Исследование психологических особенностей, анализ причин, последствий и профилактика агрессивного взаимодействия в современных социальных отношениях, обеспечивающих безопасность Республики Беларусь в политической и гуманитарной сферах (2006-2010 г.г.) в Государственной программе прикладных научных исследований на 2006–2010 годы «Национальная безопасность».
8. Исследовать состояние противоправного поведения несовершеннолетних в Республике Беларусь, разработать научное сопровождение социальной и психолого-педагогической реабилитации несовершеннолетних правонарушителей, а также концептуальные подходы к прогнозированию противоправного поведения несовершеннолетних (2006 -2010 г.г.) в Государственной программе «Дети Беларуси» Подпрограмма «Дети и закон. Воспитание личности» на 2006 -2010 г.г.
9. Разработать и внедрить в учреждениях системы образования, труда и социальной защиты, обороны, внутренних дел, культуры, работающих с семьями, детьми и молодежью образовательно-воспитательные программы (курсы по выбору, факультативы) и их методическое обеспечение по профилактике насилия в семье, коллективе, обществе и формированию навыков ненасильственного разрешения конфликтов в Президентской программе «Дети Беларуси» (подпрограмма ”Социальная защита семьи и детей“) (2008 г.).
10. Разработка психологических и психофизиологических критериев и индикаторов профессионального отбора и определения профессиональной пригодности военных летчиков (2019г., ГПНИ «Информатика, космос и безопасность», подпрограмма «Научное обеспечение безопасности человека, общества и государства»).
Проекты ЮНИСЕФ
1. Общенациональное исследование по оценке ситуации с насилием в отношении детей в Республике Беларусь под эгидой ЮНЕСКО (2007–2008 г.г.).
2.Оценка ситуации с насилием в отношении детей в Республике Беларусь (2017–2018 г.г.).

## [5]Работы
- Фурманов И. А. Психологическая помощь подросткам–переселенцам с асоциальной направленностью поведения // Социально–психологическая реабилитация детей и подростков, пострадавших от катастрофы на ЧАЭС : Сборник научн. трудов. — 1993. — Вып. 1. — С. 70—76.
- Фурманов И. А. Агрессивность и её проявления в детском возрасте. — Минск: НИО, 1994. — 24 с.
- Фурманов И. А. Детская агрессивность: психодиагностика и коррекция. — Минск: Ильин В. П., 1996. — 192 с.
- Фурманов И. А. Психологические основы диагностики и коррекции нарушений поведения у детей подросткового и юношеского возраста. — Минск: НИО, 1997. — 198 с.
- Фурманов И. А., Аладьин А. А., Фурманова Н. В. Психологическая работа с детьми,  лишенными родительского попечительства. — Книга для психологов. — Минск: Тесей, 1999. — 224 с.
- Фурманов И.А. Основы групповой психотерапии : Учебное пособие. -Мн.: Тессей, 2004. -256 с.
- Фурманов И. А. Агрессия и насилие: диагностика, профилактика. — СПб.: Речь, 2007. — 480 с.
- Фурманов И. А. Психология детей с нарушениями поведения. Пособие для психологов и педагогов. — М.: Г уманит ар. изд. центр ВЛАДОС, 2008. — 351 с. — (Библиотека психолога). — ISBN 978-5-691-01284-6. Архивировано 14 февраля 2019 года.
- Фурманов И. А. Психология депривированного ребёнка: пособие для психологов и педагогов. — М.: Гуманитар. изд. центр ВЛАДОС, 2009. — (Библиотека психолога). — ISBN 978-5-691-01312-6. Архивировано 9 марта 2017 года.
- Фурманов И. А., Сизанов А. Н., Хриптович В. А. Профилактика нарушений поведения в учреждениях образования: Учебно - методическое пособие. — Минск: РИВШ, 2011.
- Фурманов И. А. Психолого-педагогическая профилактика семейного неблагополучия : пособие для педагогов и психологов общеобразоват., социально-педагогич. учреждений, учреждений дошк. образования. — Минск: Нац. ин-т образования, 2010. — 176 с. — ISBN 978-985-465-702-8.
- Фурманов И. А., Аладьин А. А. и др. Отчёт общенационального исследования по оценке ситуации с насилием в отношении детей в Республике Беларусь. — Минск: В.И.З.А.ГРУПП, 2010. — 156 с.[6]
- Фурманов И. А., Медведская Е. И., Пархомович В. Б., Аксючиц И. В., Аладьин А. А., Даниленко А. В. и др. Психологические проблемы агрессии в социальных отношениях / Фурманов И. А.. — Брест: БрГУ, 2014. — 261 с. — ISBN 978-985-555-201-8.
- Фурманов И. А. и др. Первичная профилактика психосоматических заболеваний с помощью системы психолоигческих технологий / И.А. Фурманов. — М-во образования РБ, Гом. гос. ун-т им. Ф.Скорины. — Гомель: ГГУ им. Ф.Скорины, 2015. — 221 с. (недоступная ссылка)
- Фурманов И.А. и др. Реализация прав детей в Республике Беларусь. Ситуационный анализ. — Минск, 2015. — 280 с.
- [7]Фурманов И.А Социальная психология агрессии и насилия: профилактика и коррекция / Учебное пособие. — Минск : Изд. Центр БГУ., 2016. — 401 с.

- Фурманов И.А. [8]Оценка ситуации с насилием в отношении детей в Республике Беларусь. Краткий отчет по результатам исследования. –2018.– 43 с.

## [1]Ссылки
- Фурманов Игорь Александрович. edu.gov.by. Министерство образования Республики Беларусь. Дата обращения: 15 февраля 2017. Архивировано из оригинала 16 февраля 2017 года.
- Фурманов Игорь Александрович. ffsn.bsu.by. Факультет философии и социальных наук БГУ. Дата обращения: 15 февраля 2017.

1. ↑  Фурманов И.А. Основы групповой психотерапии: Учебное пособие. — Минск: Тессей, 2004. — 256 с. Архивировано 21 декабря 2022 года.